# The Story of Light
| Críticas profissionais | Críticas profissionais |
| Avaliações da crítica  | Avaliações da crítica  |
| Fonte                  | Avaliação              |
| ---------------------- | ---------------------- |
| Allmusic               | [ 2 ]                  |
| PopMatters             | (6/10)                 |

The Story of Light: Real Illusions: ...of a..., mais conhecido por The Story Of Light, é o décimo-sexto álbum de estúdio do guitarrista virtuoso estadunidense Steve Vai.
O álbum foi lançado no dia 14 de Agosto de 2012, com o selo Favored Nations Entertainment; porém, desde o dia 23 de Maio de 2012, o disco ficou em pré-venda no site oficial do músico.
As doze músicas presentes neste trabalho são a segunda parte de uma trilogia cósmica e conceitual de álbuns (que começou com o álbum de 2005, Real Illusions: Reflections), definida pelo próprio guitarrista como uma "fábula roqueira" e chamada de Real Illusions, que relata sobre uma cidade que recebeu um indivíduo chamado Pamposh, enviado por Deus para difundir sua religião e criar a igreja "Under it All".
O álbum conta com as participações especiais das cantoras Aimee Mann e Beverly McClellan
O solo de guitarra da música Gravity Storm figurou na 12ª posição entre os melhores solos de guitarra da década de 2010, em uma enquete realizada pela internet com os leitores da revista Guiar World Magazine.

## O Álbum

### Conceito
"The Story of Light: Real Illusions: ...of a..." é a segunda parte da trilogia Real Illusions. De acordo com o livreto deste álbum, esta trilogia é uma "melange multicamadas baseada nos exageros mentais amplificados de um louco que busca a verdade que vê no mundo através de suas próprias percepções distorcidas". Em entrevista à ClassicRock Revisisted, Vai explicou:
Sobre o "The Story of Light: Real Illusions: ...of a...", de acordo com Steve Vai, "Capitão Drake Mason... em um ponto escreve um livro. Ele apresenta seu livro, que é intitulado Under It All, para a cidade. O primeiro capítulo se chama "The Story of Light". No registro, as letras são impressas em inglês, mas eu não queria apresentá-las dessa forma porque é muito óbvio. Eu queria fazê-los em outra língua para adicionar mística. Eu passei por todas essas línguas na minha cabeça tentando encontrar a certa. Toda língua tem uma dinâmica. Italiano soa como música, e francês é afeminado, então soa bonito, de certa forma. O alemão tem muitas arestas e sai muito masculino. Todos eles tinham muita inclinação. O russo é uma língua tão bonita porque tem a quantidade certa de bordas ásperas e a quantidade certa de romance. Ainda assim, há uma autoridade nisso. É por isso que eu decidi fazê-lo em russo".

### Faixas
Todas as músicas compostas por Steve Vai, exceto onde indicado.
| N.º            | Título                                               | Compositor(es)                         | Duração |  |
| 1.             | "The Story of Light"                                 | Steve Vai                              | 6:15    |  |
| 2.             | "Velorum"                                            | Steve Vai                              | 6:09    |  |
| 3.             | "John The Revelator (cover de Blind Willie Johnson)" | Traditional                            | 3:40    |  |
| 4.             | "The Book of Seven Seals"                            | Paul Caldwell / Sean Ivory / Steve Vai | 3:55    |  |
| 5.             | "Creamsicle Sunset"                                  | Steve Vai                              | 3:30    |  |
| 6.             | "Gravity Storm"                                      | Steve Vai                              | 5:33    |  |
| 7.             | "Mullach A'tSi"                                      | Pádraigín Ní Uallacháin                | 3:56    |  |
| 8.             | "The Moon and I"                                     | Steve Vai                              | 7:17    |  |
| 9.             | "Weeping China Doll"                                 | Steve Vai                              | 3:56    |  |
| 10.            | "Racing the World"                                   | Steve Vai                              | 3:45    |  |
| 11.            | "No More Amsterdam"                                  | Aimee Mann / Steve Vai                 | 4:15    |  |
| 12.            | "Sunshine Electric Raindrops"                        | Steve Vai                              | 4:15    |  |
| Duração total: | Duração total:                                       | Duração total:                         | 58:41   |  |

| Japan Bonus Track |                       |         |  |
| N.º               | Título                | Duração |  |
| 13.               | "People of the World" | 4:15    |  |

### Músicos
- Steve Vai - Vocais (faixas 8, 11), guitarra.
- Dave Weiner - guitarra rítmica
- Philip Bynoe - baixo
- Jeremy Colson - bateria
- Mike Mangini - bateria (faixa 8)
- Deborah Henson-Conant - harpa, vocal e teclado
- Beverly McClellan - Vocais (faixa 3) e Back-vocal (faixa 4)
- Aimee Mann - Vocais (faixa 11)
- Dave Rosenthal - piano (faixa 1)
- Julia Rainy May Vai - Narração em Russo (faixa 1)
- Bob Carpenter - Órgão Hammond B3 (faixas 3, 4, 12)
- Mike Keneally - teclados (faixa 8)
- Bernie Grundman - Masterização

### Desempenho nas Paradas Musicais
| Ano  | Ranking                                | Posição | Ref.   |
| ---- | -------------------------------------- | ------- | ------ |
| 2012 | The Billboard 200                      | #78     | [ 14 ] |
| 2012 | Top Hard Rock Albums                   | #4      | [ 14 ] |
| 2012 | Top Independent Albums                 | #15     | [ 14 ] |
| 2012 | Top Rock Albums                        | #28     | [ 14 ] |
| 2012 | Mitä hittiä                            | #43     | [ 15 ] |
| 2012 | Austria Albums Top 75                  | #67     | [ 16 ] |
| 2012 | Dutch Albums Top 100                   | #75     | [ 16 ] |
| 2012 | Italy Albums Top 100                   | #83     | [ 16 ] |
| 2012 | France Albums Top 150                  | #36     | [ 16 ] |
| 2012 | International Artist Album daily chart | #4      | [ 17 ] |